# کراکری تاؤن‌شیپ، میشیگان
ناحیه ظروف غذاخوری (به انگلیسی: Crockery Township) یک منطقهٔ مسکونی در ایالات متحده آمریکا است که در شهرستان اتاوا، میشیگان واقع شده‌است.
 ناحیه ظروف غذاخوری ۸۶٫۴ کیلومتر مربع مساحت و ۳٬۹۶۰ نفر جمعیت دارد و ۱۹۸ متر بالاتر از سطح دریا واقع شده‌است.